# André-Louis Debierne
André-Louis Debierne (Paris, 14 de Julho de 1874 - Paris, 31 de Agosto de 1949) foi um químico francês, que descobriu o elemento químico actínio, em 1899.

## Biografia
Foi aluno de Charles Friedel, e amigo de Pierre e Marie Curie, com quem partilhou o seu trabalho. Em 1899, descobre o elemento radioativo actínio, como resultado da pesquisa sobre o pechblenda, que os Curie iniciaram.
Após a morte de Pierre Curie, em 1906, Debierne continua o seu trabalho com Marie Curie, tanto no ensino como na investigação.
Em 1910, Debierne e Marie Curie prepararam o elemento rádio, em forma metálica, em quantidades visíveis. No entanto, não o mantiveram em estado metálico. Após terem demonstrado este estado, como uma curiosidade científica, transformaram-no em compostos que lhes permitiria continuar as suas investigações. Ambos isolaram o rádio em metal puro.

## Publicações selecionadas
- Sur une nouvelle matière radioactive. Comptes rendus, 129:593–595, 1899.
- Sur un nouvel élément radio-actif: l'actinium. Comptes rendus, 130:906-908, 1900.
- Sur du baryum radio-actif artificiel. Comptes rendus, 131:333–335, 1900.
- Sur la radioactivité induite provoquée par les sels d'actinium. Comptes rendus, 136:446–449, 1903.
- Sur la production de la radioactivité induite par l'actinium. Comptes rendus, 136:671–673, 1903.